# Evropské vojenské centrum leteckého maršála a armádního generála Karla Janouška
Evropské vojenské centrum leteckého maršála a armádního generála Karla Janouška je vojenské muzeum zřízené v roce 2012 v budově zámku v Jemnici v Jemnici v okrese Třebíč. Centrum bylo vybudováno pod patronací mezinárodního Řádu křižovníků s červeným srdcem – Cyriaků. V plánu měl řád také zbudování vojenského sanatoria, které se mu nezdařilo ani do konce roku 2016 dobudovat. V lednu 2017 byla mezi Cyriaky a městem Jemnice podepsána nová smlouva o pronájmu, která byla doplněna doložkou o možném ukončení smlouvy v případě zájmu nového investora. Upravena byla též doba pronájmu, namísto doby určité na 50 let byl městem zámek pronajat na dobu neurčitou s výpovědní dobou půl roku. Řád Cyriaků následně v červnu 2017 otevřel novou expozici v zámku v Polici, kam přesunul část vojenských exponátů z jemnického zámku. Odchod z jemnického zámku nepotvrdil.

## Muzeum v Jemnici
Muzeum je pojmenováno po leteckém maršálovi RAF armádním generálovi Karlu Janouškovi. Muzejní expozice se zaměřuje na armádní období od první světové války až po 21. století. V zámku do roku 1992 sloužila armáda a od jejího odchodu neměl využití, zámek přešel do majetku města a posléze byl rekonstruován a v roce 2012 přešel do nájmu Řádu křižovníků s červeným srdcem.
Součástí projektu mělo být muzeum s konferenčním centrem, ubytovacími prostory a rehabilitačním lázeňským střediskem. Výstavní expozice letců druhé světové války ze západní a východní fronty je doplněna i záznamy z východní fronty pod velením generála Ludvíka Svobody. V roce 2014 byla nová sezóna uvedena vernisáží výstavy pod názvy: Naše ženy bojující, Nebeští jezdci a Tmavomodrý svět. V roce 2017 mělo dojít k rozšíření vojenského muzea o expozici o parašutistech a vojenských výsadcích. Po nové nájemní smlouvě přesunul Řádu křižovníků s červeným srdcem část expozice do zámku v Polici, kde následně sepsal s obcí novou smlouvu o pronájmu.

## Muzeum v Polici
Muzeum RAF v Polici (též pod anglickým názvem Muzeum Air Marshala RAF Karla Janouška, KCB v Polici) v obci působí oficiálně od 23. června 2018, kdy proběhlo slavnostní zahájení. Expozice byla rozšířena o Síň slávy, která je věnována perutím s působností českých letců. Na podzim téhož bylo otevřeno patro věnované parašutistickým výsadkům. V zámecké kapli by také měla být vypsána jména všech letců, kteří během války zahynuli. Sbírky muzea budou v roce 2020 obměněny, část sbírek bude přemístěna do Větrného Jeníkova. V říjnu roku 2019 bylo oznámeno, že část sbírek již byla přesunuta do zámku ve Velkém Jeníkově. V zámku v Polici část sbírek zůstane a muzeum se více zaměří na parašutisty. O muzeum se nadále stará nadační fond generála RAF Karla Janouška.